# Chantier naval de Zelenodolsk
Le chantier naval Zelenodolsk (russe : Судостроительный завод «Залив», ukrainien : Суднобудівний завод «Залив») est un important chantier naval situé à Zelenodolsk, au Tatarstan en Russie.

## Histoire
Il est créé, en 1895 et a construit nombreux navires, des barges... et de nombreux bâtiments de guerre. En 2017 il était prévu un investissement de plus de dix milliards de roubles pour développer sa capacité de production, il fait partie de la société de portefeuille Ak Bars,.
En 2016, le chantier a fait 7,86 millions de roubles de bénéfice pour 12,7 milliards de roubles de revenus.

## Navires construits
Quelques exemples :
- Classe Gratchonok[4] ;
- Classe Karakourt ;
- Classe Okean (Garde-côtes) ;
- Classe Bora ;
- Classe Gepard (Russie) ;
- Classe Albatros ;

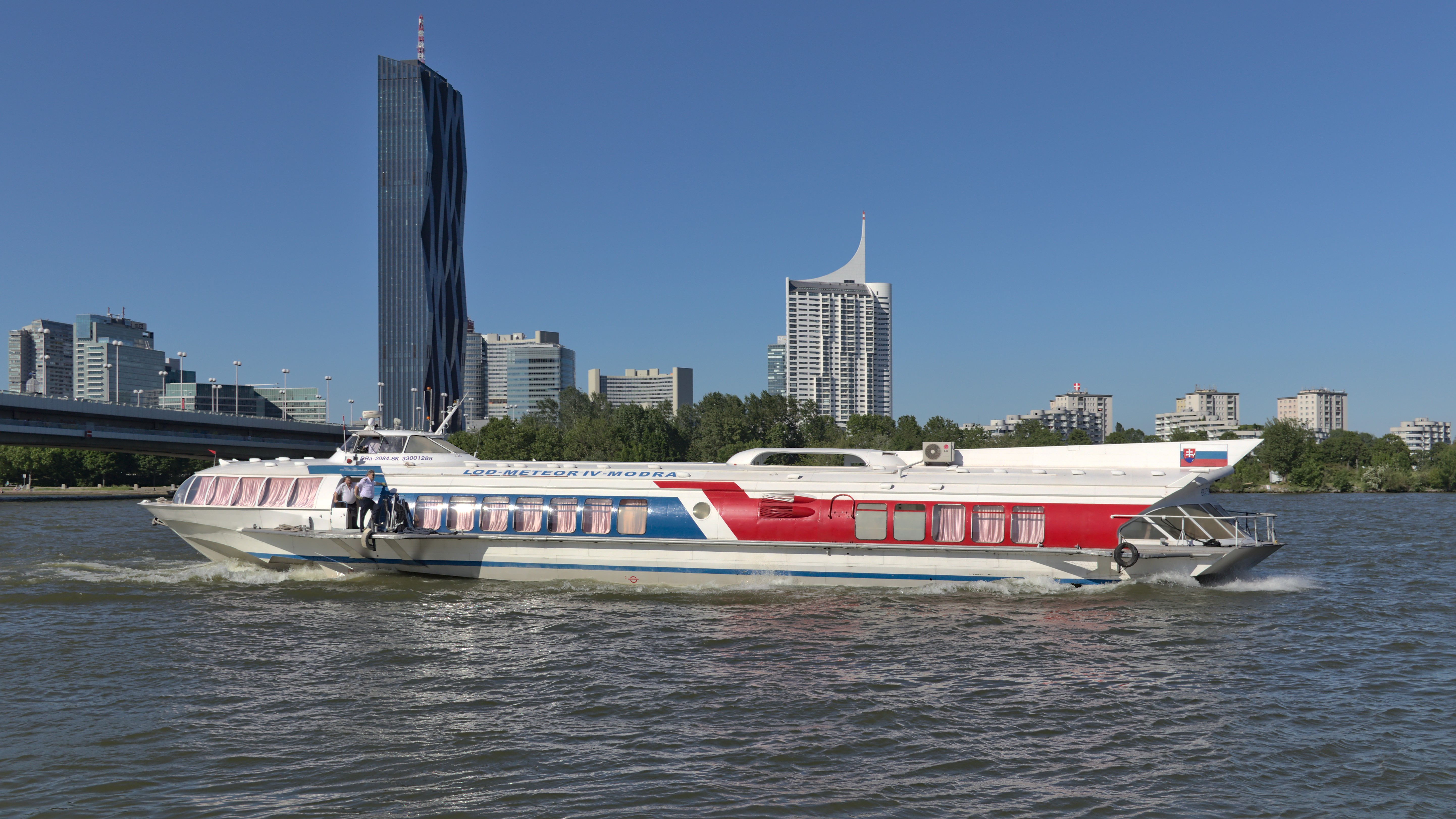
Le Météor IV Modra ici à Vienne.

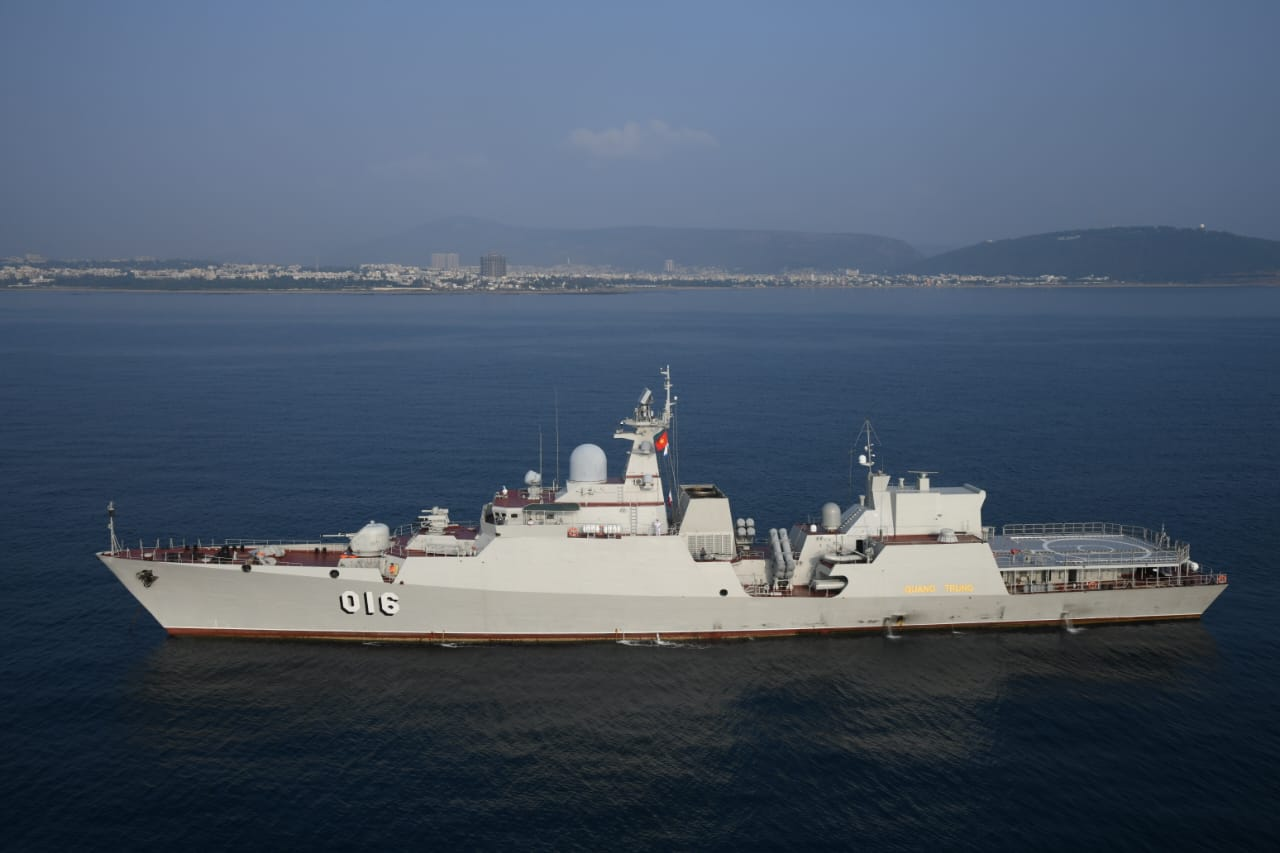
Le HQ-016 Quang Trung de la Classe Gepard (Russie) lors de l'exercice 2022 Milan.

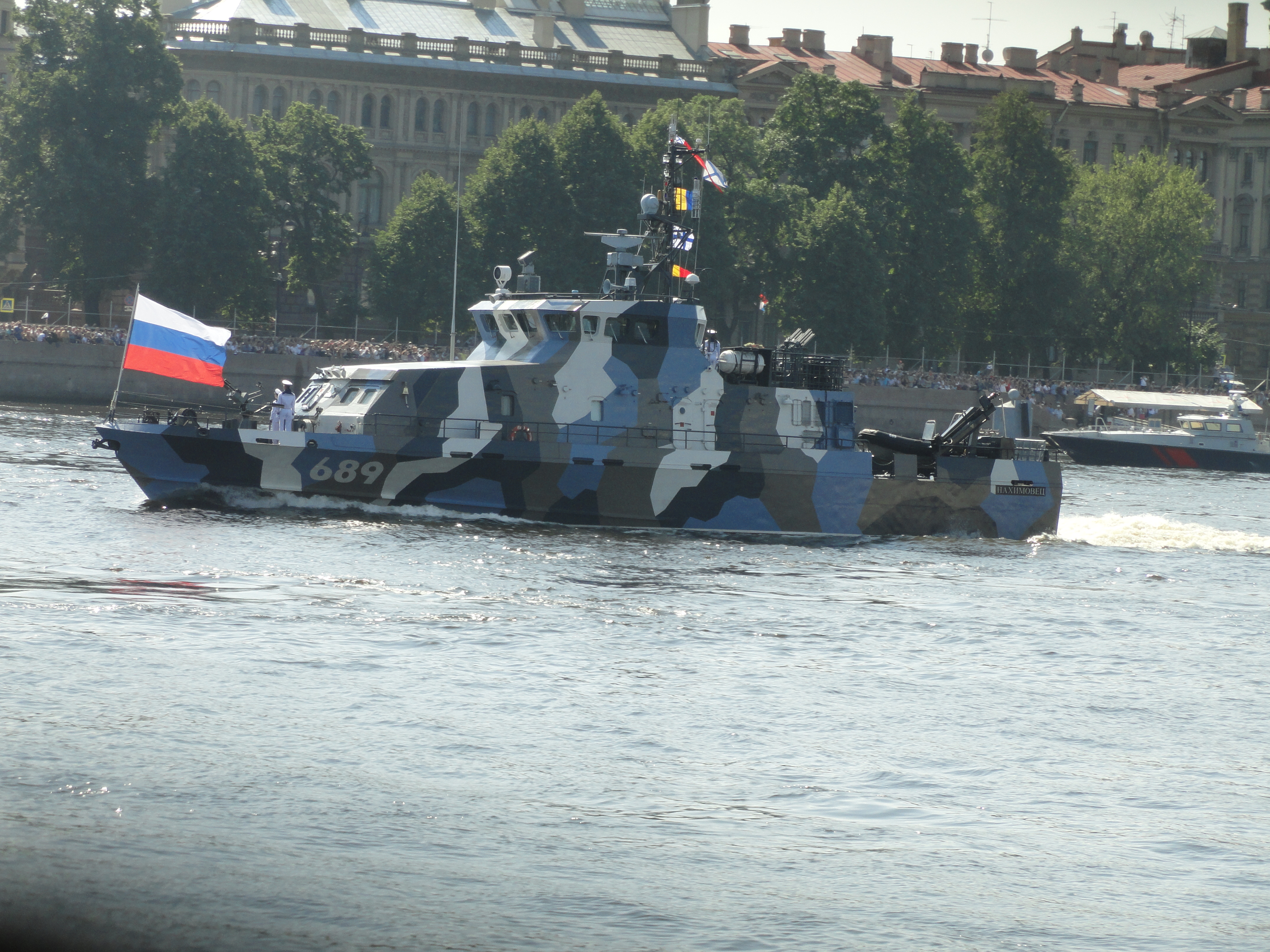
Le P104 Classe Gratchonok ici à st-Petersbourg.

- des aéroglisseurs de la classe Météor ;
- Classe Vassili Bykov[5].